# 金平真弥
金平 真弥（かねひら まや、本名：三塚真弥（みつづか まや）、1984年10月7日 - 、）は、元劇団四季所属のミュージカル俳優である。大阪府堺市出身、現宮城県仙台市在住。

## 人物・略歴
5歳からピアノを学び、高校生の時に本格的に歌を学び始める。大阪音楽大学短期大学部音楽専攻ミュージカルコースでダンスと芝居を学び、卒業後1年間、大阪のユニバーサル・スタジオ・ジャパンでショーシンガーとして舞台に立つ。
初観劇作品は『キャッツ』。大学在学中に、『夢から醒めた夢』、『美女と野獣』など、数多くの劇団四季の舞台を観劇する。特に『アイーダ』に感銘を受け、アイーダを演じていた同劇団の俳優、濱田めぐみに憧れ、劇団四季を受験することを決意した。
2006年4月、劇団四季のオーディションに合格し、研究所入所。『ジーザス・クライスト＝スーパースター』の群衆役で初舞台を踏む。
その後、『キャッツ』のジェリーロラム＝グリドルボーンを演じ、2010年の横浜公演からはジェミマも演じている。
2009年には、劇団四季の新作ミュージカル『春のめざめ』のイルゼ役オリジナルキャストに選ばれる。
2009年10月3日に開幕したミュージカル『アイーダ』東京公演では、主役のひとりであるエジプトの王女、アムネリス役にキャスティングされ、同年12月17日のソワレ(夜)公演でデビューした。同時に、憧れの作品『アイーダ』で、憧れの俳優である濱田めぐみ（アイーダ役）との共演も果たした。
尚、2011年9月17日の『キャッツ』を最後に劇団四季の公演への出演が一切なく、2012年5月26日に川崎市国際交流センターにて行われる外部公演「震災復興イベント＆コンサート」への出演が決まっていることから、劇団四季は退団した。
劇団四季退団後の2015年7月に宮城県大崎市出身の男性と結婚し、翌2016年12月には仙台市にて音楽カフェ「カフェパティーナ」と音楽教室「ミュージックボーカルレッスンパティーナ」を開業し、カフェ経営と音楽指導に専念している。

## 出演作品
- キャッツ - ジェリーロラム＝グリドルボーン役、ジェミマ役
- ジーザス・クライスト＝スーパースター - 群衆
- 春のめざめ - イルゼ役
- アイーダ - アムネリス役
- 劇団四季 ソング&ダンス55ステップス - ヴォーカルパート